# 田野孀草
田野孀草（学名：Knautia arvensis）是忍冬科孀草属的一种多年生草本植物。

## 描述
田野孀草为多年生植物，植株高25至100厘米。喜草地与干燥土壤，花期为七月至九月。头状花序，其上生着许多小花。每朵小花有雄蕊4枚，柱头长且有缺口。果实为干果，圆柱形，有毛，大小为5至6毫米。直根系，茎上有朝下的硬毛。基部莲座状叶丛，叶对生，下部叶片约300毫米长，至上部变小，无托叶。

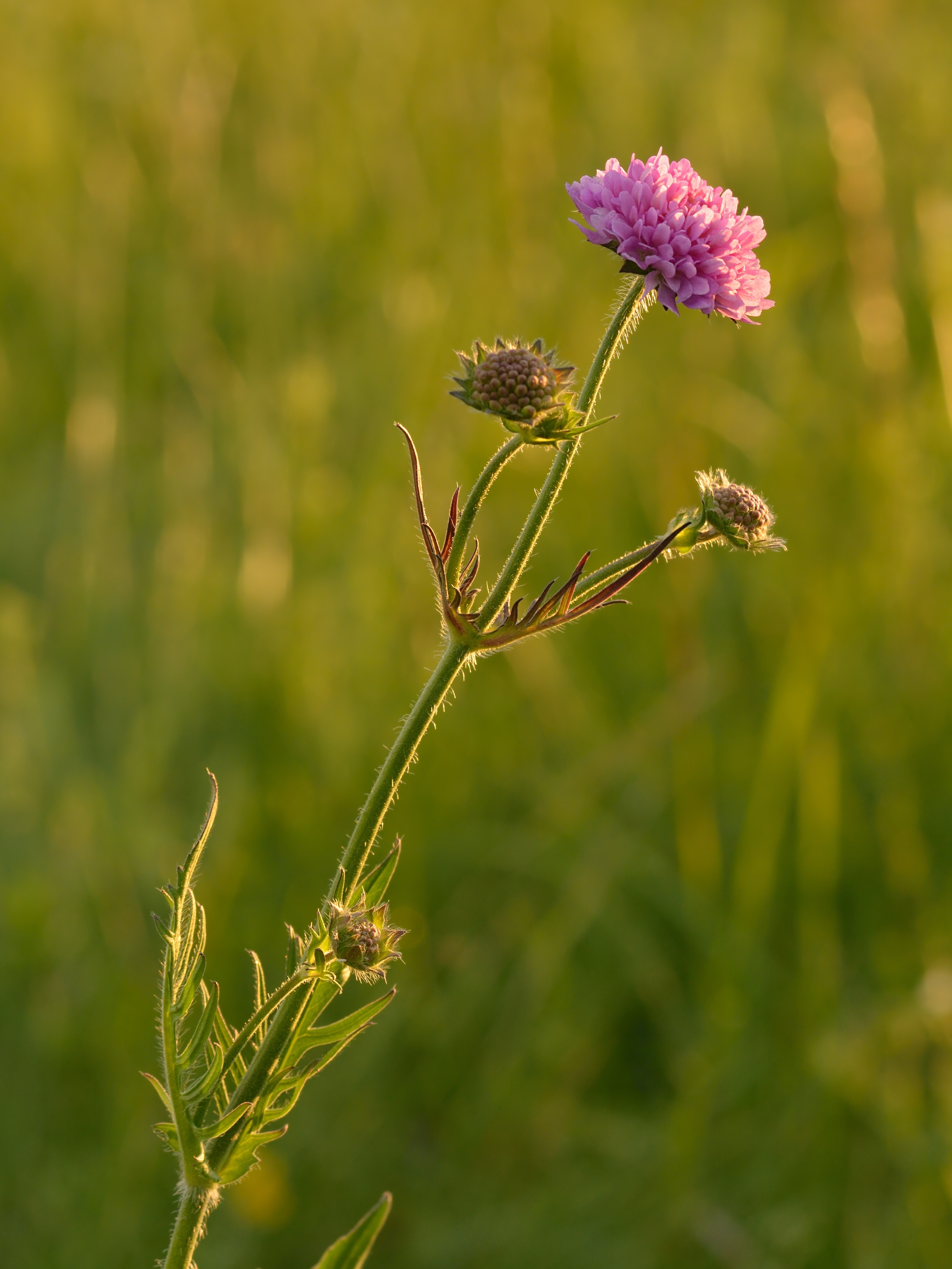
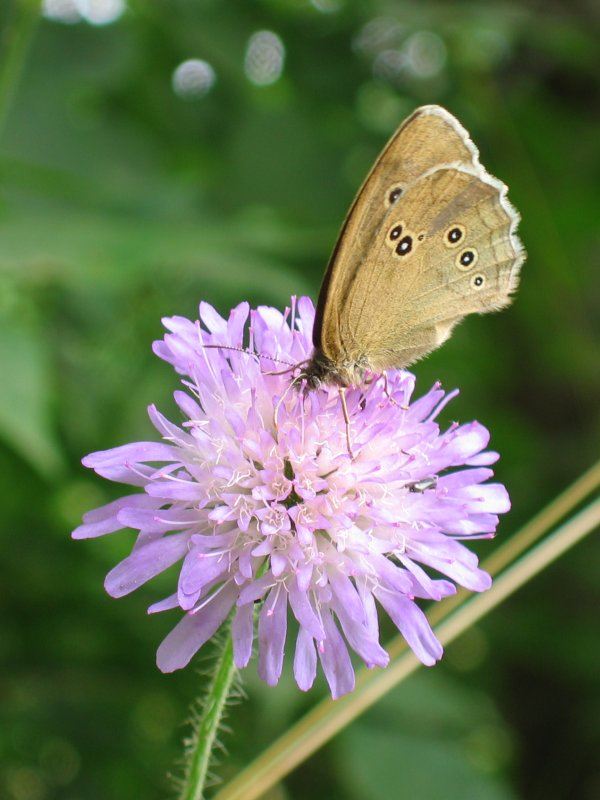
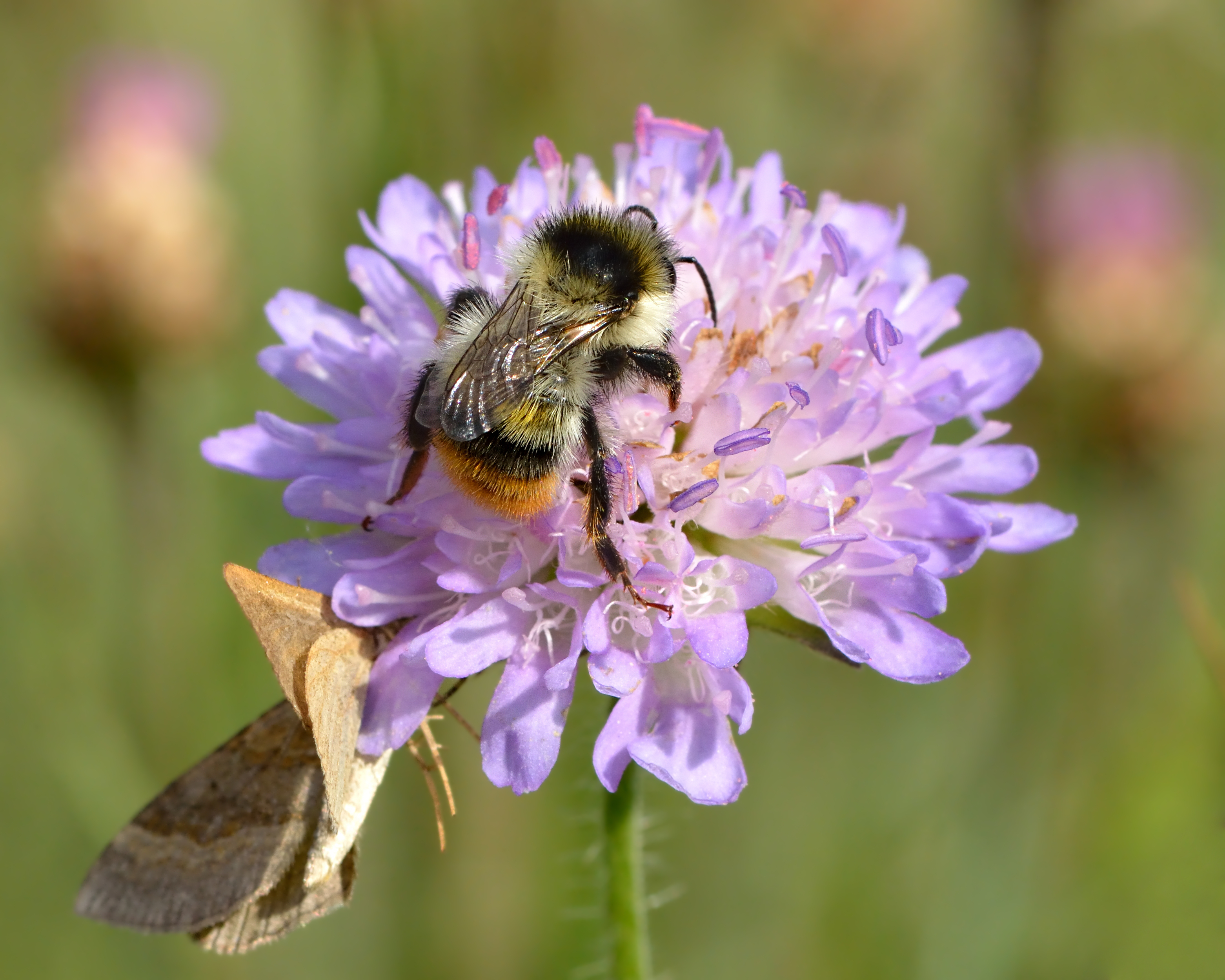
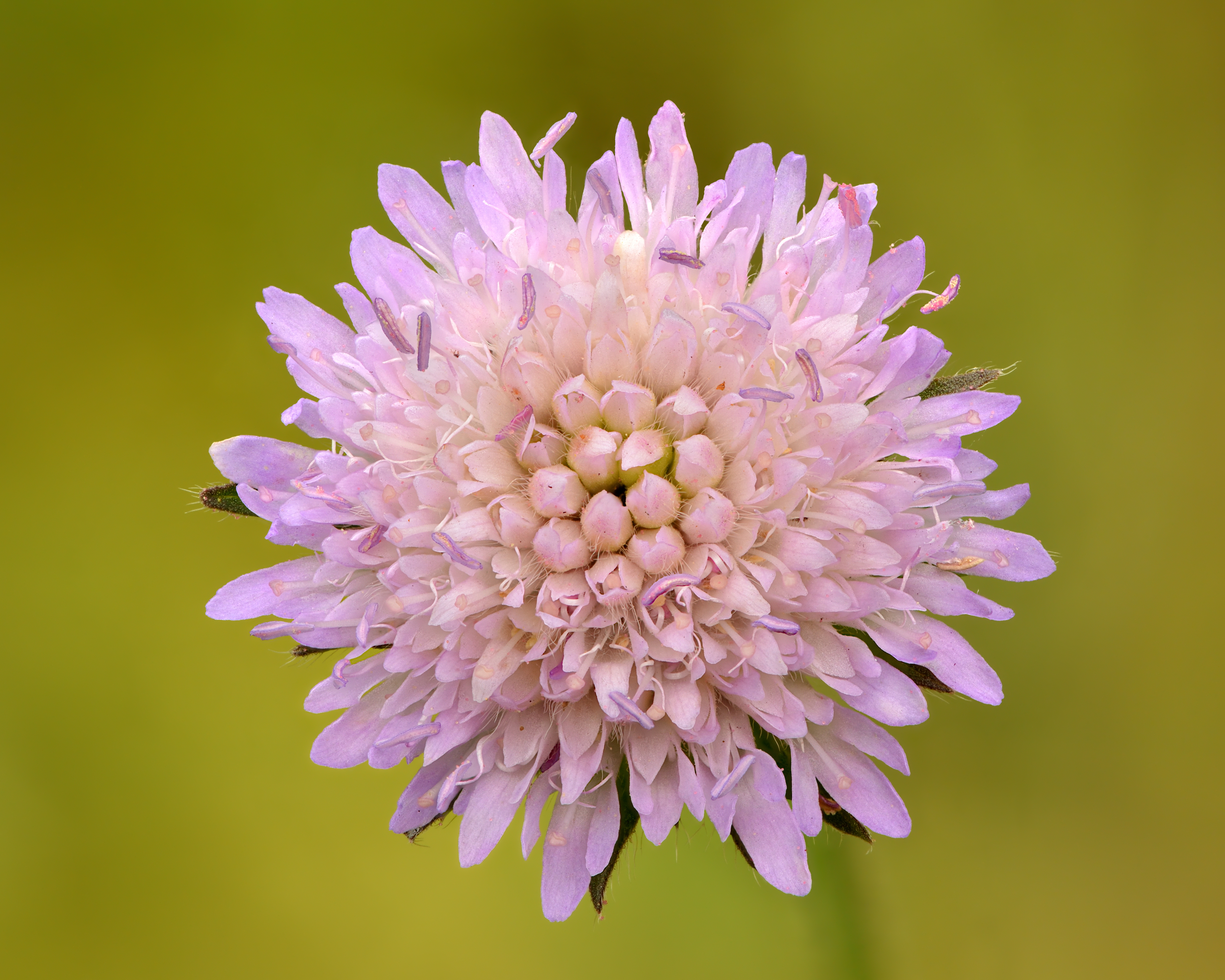
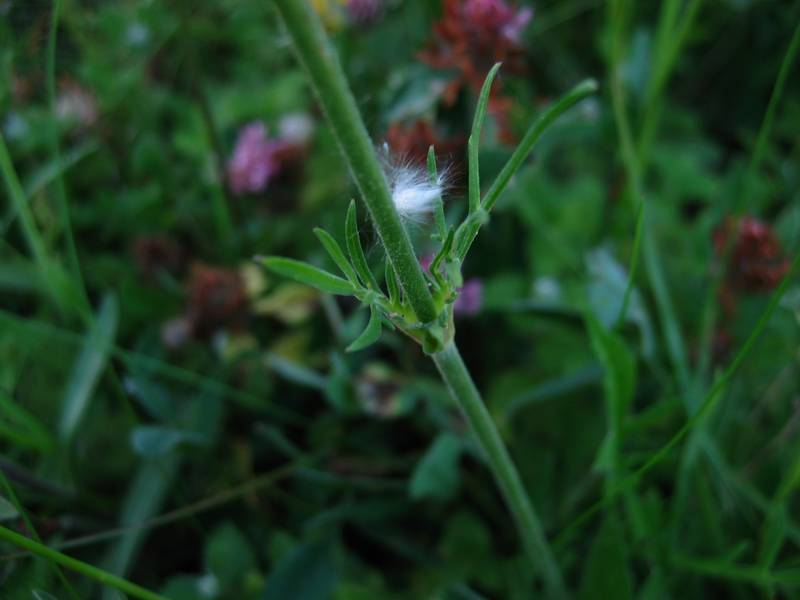
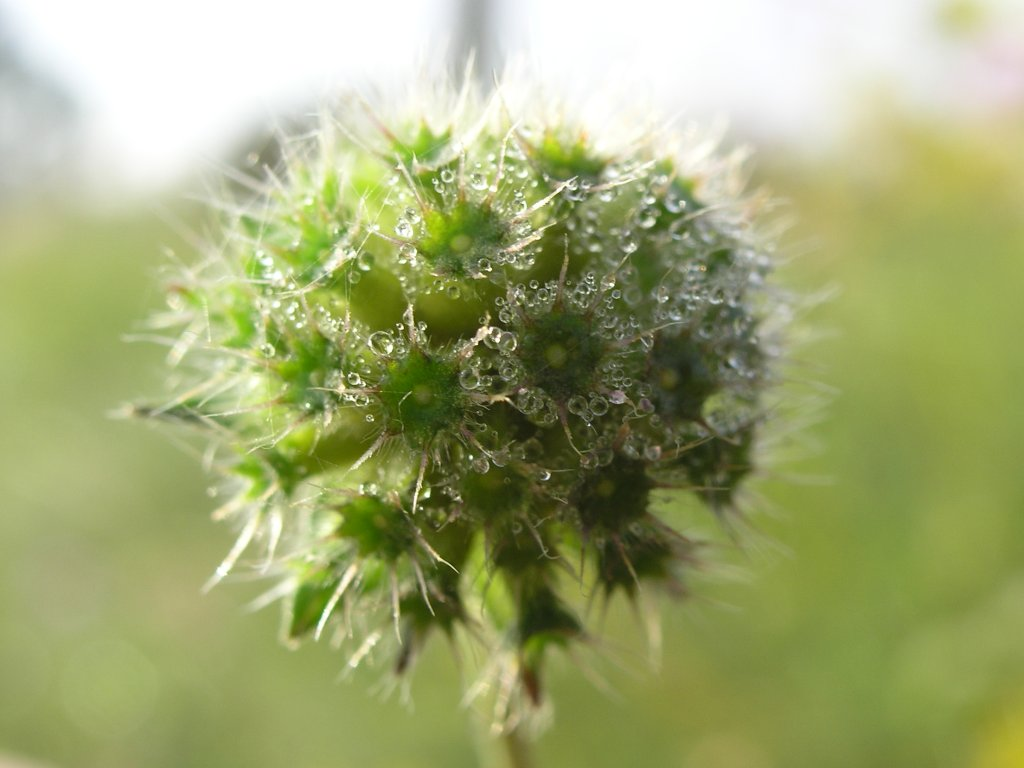
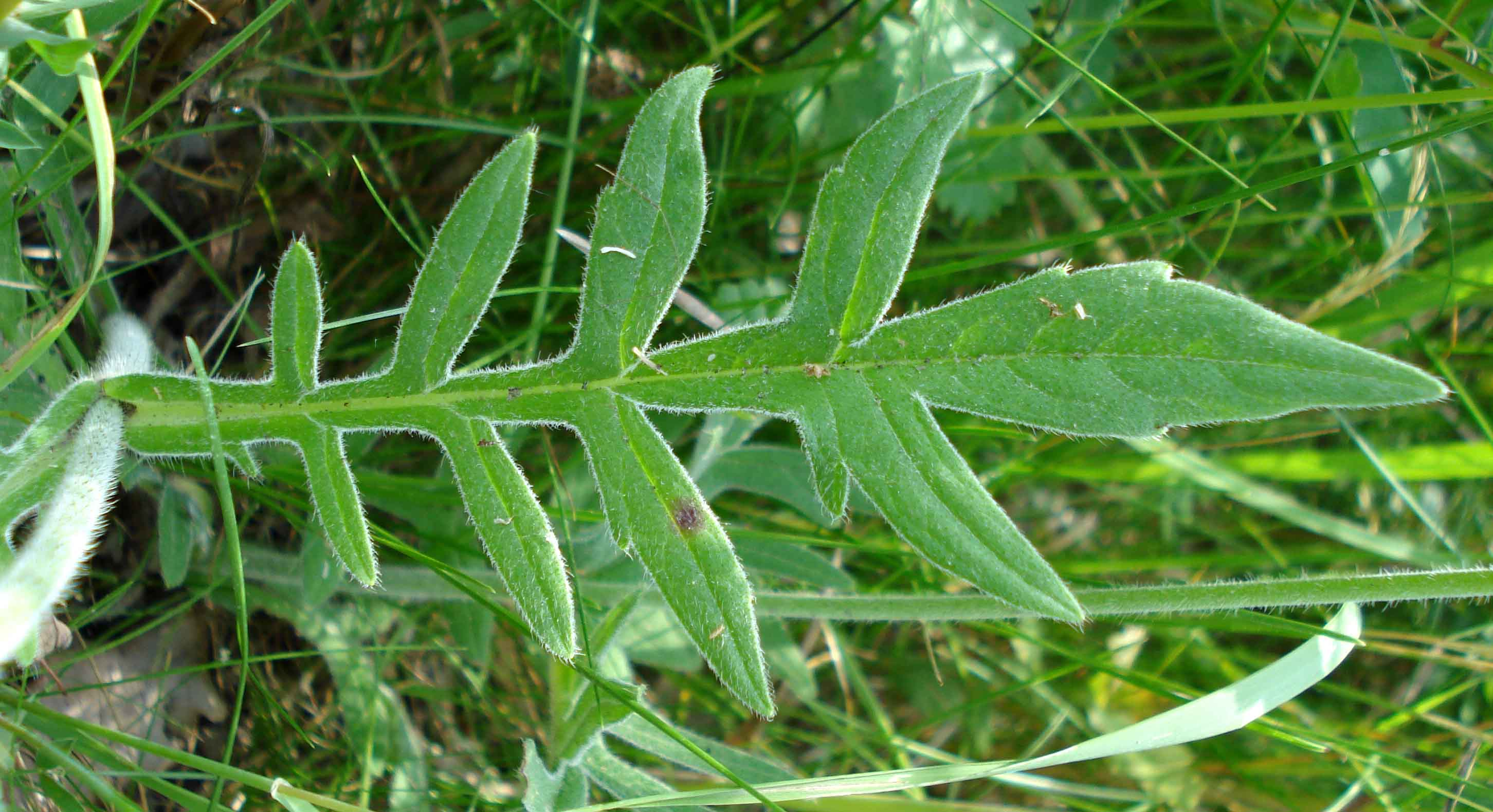
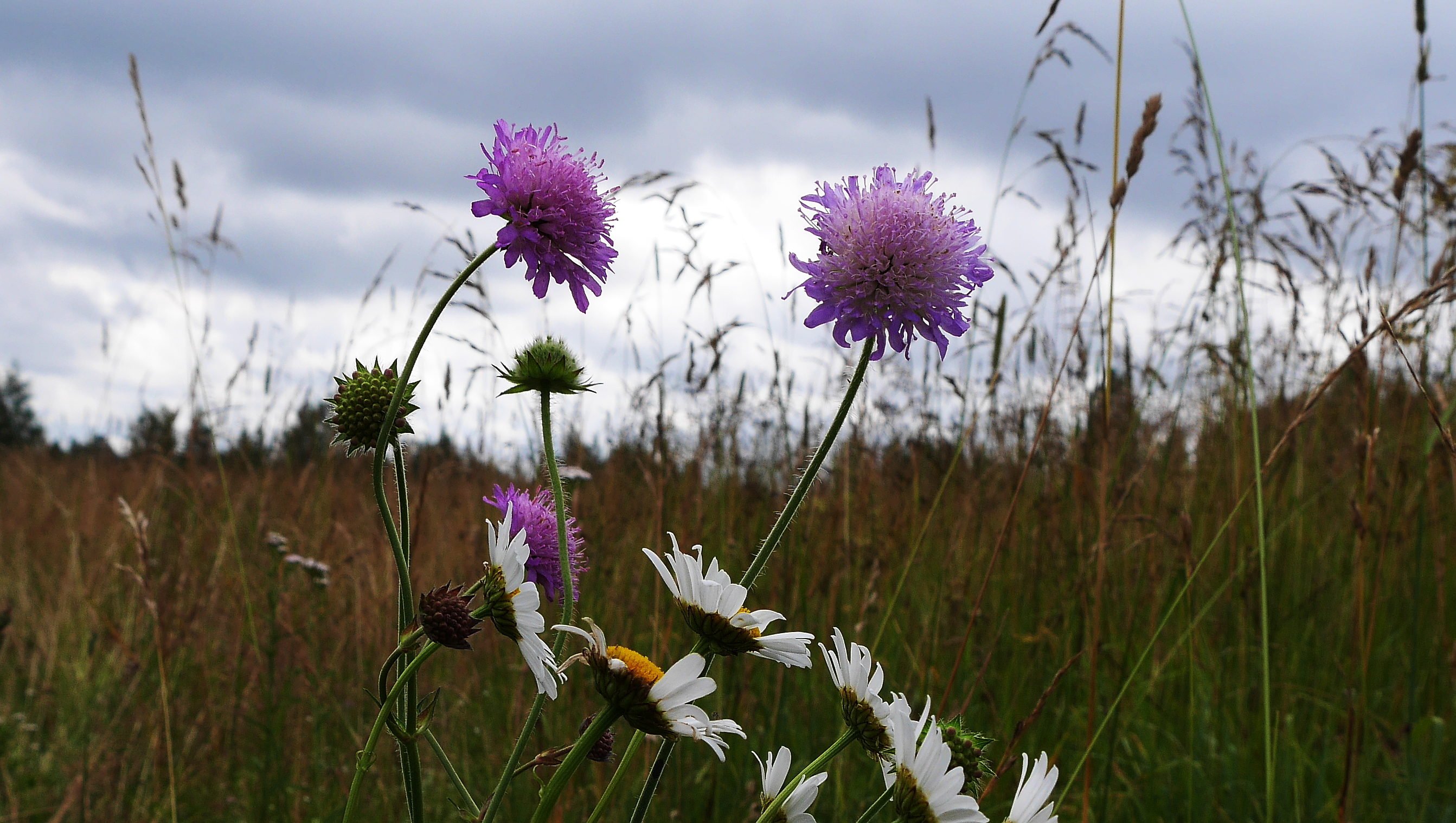

田野孀草常见于路边、田边与草甸。